# Eugenia uniflora
El cirerer de Caiena (Eugenia uniflora), o cirerer quadrat, o cirerer crioll és un arbust fruiter de la família de les Mirtàcies.

## Distribució
Aquest fruiter tropical és originari d'Amèrica del Sud (boscos de l'Argentina i Paraguai, Uruguai, Brasil, Guaiana Francesa, Surinam). Es van introduir a les Antilles i a la Reunió.
En cas de fred superior a -2° perd les seves fulles i mor a -4°.
Treu els fruits d'octubre a desembre (hemisferi nord), abundants si la planta ha estat ben regada durant l'estiu.
Es reprodueix la planta fidelment per esqueixos.

## Cuina
Existeixen moltes varietats de cireres de Caiena. Algunes són suaus, la varietat de grossos fruits negres és condimentada i aromàtica.
Es consumeixen els fruits crus, en sucs o en melmelada.